# クォーター・デック
クォーター・デック （quarterdeck）
- 船の後甲板を指す英語。また、昔は後甲板で命令を行ったことなどの理由で、高級船員などを意味することもある。
- ラムベースのカクテルの1種。

ここでは、カクテルについて記述する。

## 概要
クォーター・デックは、ラムをベースとしたカクテルで、ショートドリンクである。カクテル名の片仮名表記は、クォーター・デックではなく、クォーター・デッキと書かれることもある。

なお、使用するラムやシェリーのタイプは特に決まっていない。ラムやシェリーのタイプを変えることで、味の変化を楽しむカクテルであるとも言える。

## 標準的なレシピ
- ラム : シェリー = 2:1
- ライム・ジュース または レモン・ジュース = 1tsp

## 材料の選択について
まずラムついてだが、別にどんなタイプのラムでも良いので、飲む人の好みのラムを用いる。シェリーも同様に、どのタイプのシェリーでも良いので、やはり飲む人の甘さや味の好みで決定する。したがってバーなどで注文する際は、ラムやシェリーの銘柄を指定することが望ましい。せめて、ラムやシェリーのタイプを指定、最悪でもカクテルを甘目にして欲しいのか辛目にして欲しいのかを指定すべきである。
レシピによっては、ホワイトラムやドライ・シェリーを指定してある場合もあること。そして、ホワイトラムはラムの中でも比較的癖が少なく、ラムによる着色も起こらないので、他のタイプのラムよりもカクテルのベースにしやすい（ベースとして選択されやすい）傾向にあること。これらの理由で、特に何も指定がなければ、バーテンダーがホワイトラムとドライ・シェリーを選択する可能性が高い。しかし必ずそうなるわけではないので、指定しておかないと好みの味に仕上げてもらえない可能性が出てくるのである。
最後に、ライムジュースとレモンジュースについてだが、どちらにして欲しいのか希望がある場合は、やはり指定した方が無難だ。なお、その場でライムやレモンを絞って作ったジュースを使用するのがベストであるが、市販のジュースを用いても良い。

## 作り方
ラム、シェリー、ライムジュースまたはレモンジュースを、ステア、または、シェークして、カクテル・グラス（容量75〜90ml程度）に注げば完成である。

## 主な参考文献
- 稲 保幸 『カクテル こだわりの178種』 新星出版 1998年7月15日発行 ISBN 4-405-09640-6
- 稲 保幸 『カクテルガイド』 新星出版 1997年4月15日発行 ISBN 4-405-09629-5
- 桑名 伸佐 監修 『カクテル・パーフェクトブック』 日本文芸社 2006年2月25日発行 ISBN 978-4-537-20423-0
- 澤井 慶明 監修 『カクテルの事典』 成美堂出版 1996年12月20日発行 ISBN 4-415-08348-X